# Hasapiko
El Hasapiko (en griego: χασάπικο, en turco: Kasap havasi) es una danza popular griega.

## Historia
Fue la danza de la asociación de carniceros griegos, que la adoptó de los militares de la época bizantina durante la Edad Media como una pantomima de batalla con espadas, y fue llamada Makellarikos Horos (μακελλάρικος χορός) o simplemente Makelarikos (μακελλάρικος), que significa carnicero. 
La danza se mantuvo popular en Constantinopla, Asia Menor Occidental y algunas islas por siglos hasta 1922, cuando fue absorbida por la música Rembetika y se transformó panelénica. En los tiempos modernos, la danza se hizo popular por marineros y también se la llamó Naftiko (ναυτικό) en los puertos. Gracias a la película Zorba, el Griego se convirtió en la danza griega más conocida en el mundo. Existen muchas variaciones, y dos grupos de bailarines nunca hacen las mismas variaciones. La danza se realiza con las manos en los hombros de los compañeros y los bailarines improvisan el orden de las variaciones, comunicándose con palmadas en los hombros.

## Estructura de la danza
Hay dos partes en la danza:

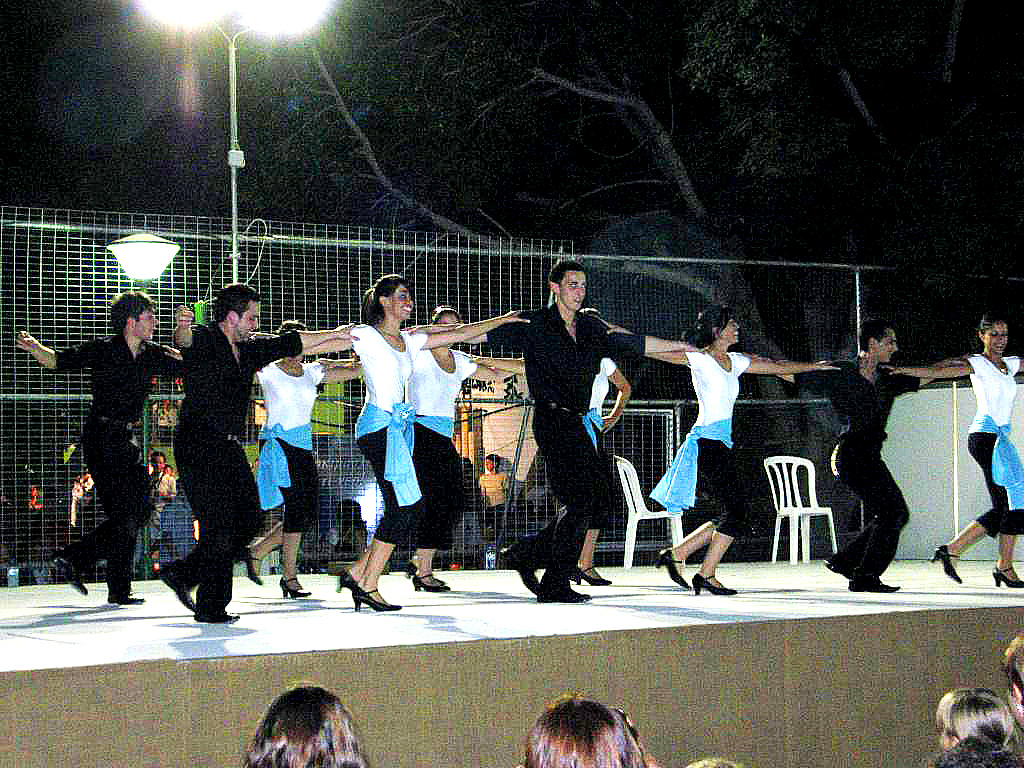
Bailarines de sirtaki

- La versión lenta de la danza llamada de distintas maneras, como Argos o Baris (αργός η βαρής), Hasapiko variar (χασάπικο βαρύ) o hasapikos Varys (βαρύς χασάπικος), que por lo general emplea un ritmo 4/4.

- La versión rápida de la danza llamada Grigoro Hasapiko (γρήγορο χασάπικο), Makellarios Horos (μακελλάριος χορός) o Hasaposerviko (χασαποσέρβικο), este último una referencia a la serbia y otras influencias de los Balcanes, que emplea un ritmo 2 / 4.

Si bien es muy conocida la variante de estos ritmos realizándose juntos, también pueden realizarse por separado. 
Una simplificación del Hasapiko Lento (Baris) sirvió de base para el Sirtaki (συρτάκι), que en contra de lo que piensan muchos, no es una danza tradicional griega ni hunde sus raíces en los antiguos héroes de la Iliada. Este baile fue inventado precisamente para la película Zorba el griego, debido a una lesión de rodilla que tenía Anthony Quinn y que le impedía hacer cualquier otra muestra del folklore griego. Además de los pasos simples, el estilo es comparado con la profunda concentración del Hasapiko lento, aunque muchas variaciones son intercambiables entre las dos danzas.
Los nombres Syrtaki y Hasapiko se usan indistintamente en América, donde la gente suele llamar al Hasapiko lento Zorba debido a la película que la popularizó.